# Haplochromis fischeri
Haplochromis fischeri är en fiskart som beskrevs av Lothar Seegers 2008. Haplochromis fischeri ingår i släktet Haplochromis och familjen Cichlidae. IUCN kategoriserar arten globalt som sårbar. Inga underarter finns listade i Catalogue of Life.